# Nadia Erostarbe
Nadia Erostarbe Geiser (Zarauz, 27 de mayo de 2000) es una surfista española. Es hermana de la también surfista June Erostarbe.
Consiguió la quinta posición en los Juegos Olímpicos de París 2024, tras caer en cuartos de final.